# Синьоязикий сцинк
Синьоязикий сцинк (Tiliqua) — рід родини Сцинкових підряду Ящірок.

## Опис
Це великі ящірки. Найменший вид з яких має розмір 60-65 мм, найбільший — 60-70 см. Мають міцний, широкий тулуб, велику та високу голову, п'ятикінцеві лапи. Хвіст середньої довжини, інколи довгий. Тут накопичується жир. Особливість — широкий язик синього кольору. Дуже розвинуті очі, мають роздільні віки. Синьоязикий сцинк наділений редукцією органів чуття.

## Спосіб життя
Веде наземний спосіб життя. Мешкає у пустелях, вологих лісах, зарості чагарників. Живляться рослинною та тваринною їжею — комахами, плодами, квітами, ягодами, черевоногими молюсками, членистоногими.
Полюють вони вдень, а на ніч відпочивають у норах. Ведуть життя одинаків. Втім синьноязикі сцинки моногамні. Цей рід сцинків живородящий. Вагітність триває 3-5 місяців. У різних видів синьоязиких сцинків може бути різна кількість дитинчат — від 1-2 до 20-25.

## Розповсюдження
Синьоязикі сцинки мешкають на більшості земель Австралії, на о.Нова Гвінея, на деяких островах Індонезії, на о.Тасманія.

## Види
1. Tiliqua adelaidensis
2. Tiliqua gigas
3. Tiliqua multifasciata
4. Tiliqua nigrolutea
5. Tiliqua occipitalis
6. Tiliqua rugosa
7. Tiliqua scincoides 
На сході Євразії можна часто зустріти Tiliqua Gybrid. Гібридів, офіційно не враховані види, отриманих в результаті схрещування двох видів або підвидів. Гібриди з'являються в країнах пострадянського простору тому, що в цій місцевості ще не поширений менталітет європейської турботи про генетику. Однак ці представник виду Tiliqua ні зовні, ні за станом здоров'я не поступаються своїм більш чистокровним побратимам і часто мають нестандартне забарвлення.